# Fight with Tools
Fight with Tools – trzeci album studyjny rockowego zespołu Flobots, wydany 16 października 2007 roku przez Universal Republic Group. Jego reedycję wydano 20 maja 2008 r.
7 czerwca 2008 płyta zadebiutowała na liście Billboard 200 (miejsce 168.) i ostatecznie uplasowała się tam na 15. pozycji.

## Lista utworów
1. "There's a War Going On for Your Mind" – 1:22
2. "Mayday!!!" – 4:36
3. "Same Thing" – 3:29
4. "Stand Up" – 4:38
5. "Fight with Tools" – 4:51
6. "Handlebars" – 3:27
7. "Never Had It" - 5:07
8. "Combat" – 2:05
9. "The Rhythm Method (Move!)" – 3:52
10. "Anne Braden" - 4:21
11. "We Are Winning" - 3:22
12. "Rise" - 4:10
13. "Iraq" (UK bonus track)